# Nyctemera diaphana
Nyctemera diaphana là một loài bướm đêm thuộc phân họ Arctiinae, họ Erebidae.